# Sabela Arán
Sabela Arán Román (Santiago de Compostela, Galiza, 25 de dezembro de 1987) é uma atriz galega.

## Filmografia

### Longas-metragens
- Vilamor (Ignacio Vilar, 2012)
- Blockbuster (Tirso Calero, 2013)
- A esmorga (Ignacio Vilar, 2014)
- Lobos Sucios (Simón Casal, 2014)

### Televisão
- Matalobos (TVG, 2012)
- Gran Hotel (Antena 3, 2013)
- Serramoura (TVG, 2014-; como Gloria Fiuza/Moscoso)
- Códice (TVG, 2014; como Noelia)

### Webséries
- El gran Pecado (Rafa Herrero, 2009)
- El Quid (Raúl García e Bruno Nieto, 2012)
- Clases de lo social (Pablo Cacheda, 2013)

### Curtas-metragens
- Hismene y Polínices (Martin Lohse, 2009)
- Obsesión (Jorge López, 2009)
- ¿Dónde estás? (Rafa Herrero, 2010)
- 112 (Eneko Sebastián, 2010)
- Land of the End (Avelino Alonso, 2010)
- Destinado a sicario (Gillerno Rentería, 2010)
- Intro (Mario A, 2010)
- La pieza perdida (Ricardo González, 2010)
- Alma (Jesús Francisco Campaña, 2010)
- A la luz de las velas (Mario L. Folle, 2010)

## Galardões e reconhecimentos

### Prémios Mestre Mateo
| Ano  | Categoria               | Filme     | Resultado |
| ---- | ----------------------- | --------- | --------- |
| 2012 | Melhor atriz            | Vilamor   | Ganhadora |
| 2014 | Melhor atriz secundária | A esmorga | Nomeada   |